# سیروس نیرو
سیروس نیرو (زادهٔ ۱۳۰۹ — درگذشتهٔ ۱۳۹۵) شاعر و پژوهشگر ادبی ایرانی بود.

## آثار
- با تهاجم باد (مجموعه‌شعر)، چاپ اول، ۱۳۷۸
- از غلس تا گرمگاه (منظومهٔ کوراوغلو)، چاپ اول، ۱۳۷۹
- مینیاتورهای ایرانی (مجموعه‌شعر)، چاپ اول، ۱۳۷۹
- عشقت رسد به فریاد (مجموعه‌شعر)، چاپ اول، ۱۳۸۰
- درّ یتیم (شرح کامل خسرو و شیرین حکیم نظامی گنجوی) با شرح بیت‌های پیچیده، سیروس نیرو؛ ویراستار: محمد مفتاحی، تهران: روزگار، چاپ اول، ۱۳۹۵
- پیامبر نامُرسَل (شرح کامل اسکندرنامهٔ حکیم نظامی گنجوی)، به‌اهتمام: محمد مفتاح ی؛ شارح: سیروس نیرو، تهران: روزگار، چاپ اول، ۱۳۹۵
- دون ژوان (شرح کامل هفت‌پیکر حکیم نظامی گنجوی)، به‌اهتمام: محمد مفتاحی؛ شارح: سیروس نیرو، تهران: روزگار، چاپ اول، ۱۳۹۵
- گوهرفروشان مهتاب (شرح کامل لیلی و مجنون نظامی گنجه ای) به اهتمام محمد مفتاحی؛ چاپ اول ۱۳۹۵
- سیاه مشق (شرح کامل مخزن الاسرار نظامی گنجه ای) به اهتمام محمد مفتاحی؛ چاپ اول ۱۳۹۵
- رد پا و از غلس تا گرمگاه به کوشش و ویرایش محمد مفتاحی ؛ انتشارات ایلیا، ۱۳۹۵
- آیینه و آه؛ به کوشش و ویرایش محمد مفتاحی ؛ انتشارات افراز؛ چاپ اول ۱۳۹۴
- داستان‌های پیش پا افتاده؛ به کوشش و ویرایش محمد مفتاحی ؛ انتشارات افراز؛ چاپ اول ۱۳۹۵